# Hymenophyllum karstenianum
Hymenophyllum karstenianum är en hinnbräkenväxtart som beskrevs av J. W. Sturm. Hymenophyllum karstenianum ingår i släktet Hymenophyllum och familjen Hymenophyllaceae. Inga underarter finns listade.